# Julia Jäkel

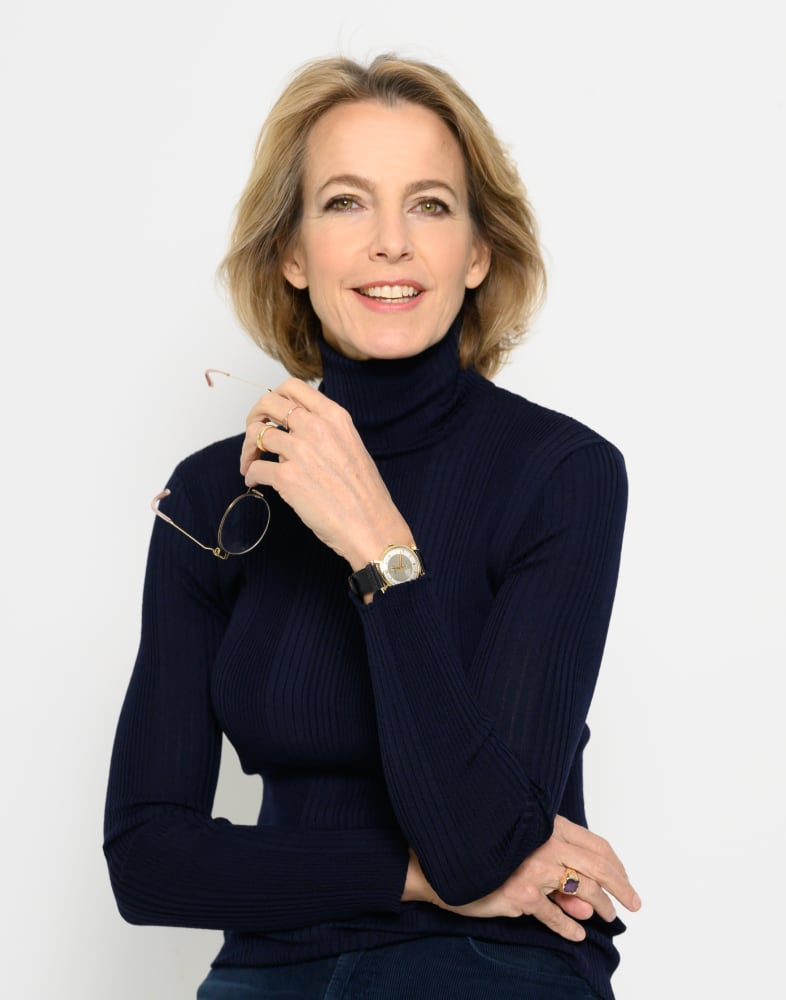
Julia Jäkel (2020)

Julia Jäkel (* 13. November 1971 in Mainz; bürgerlich Julia Jäkel-Wickert) ist eine deutsche Managerin und Verlegerin.
2012 wurde Jäkel in den Vorstand des Verlagshauses Gruner + Jahr berufen, war von 2013 bis 2021 dessen Vorstandsvorsitzende und Chief Executive Officer. Unter ihrer Führung wurde der Verlag umgebaut und transformiert, insbesondere durch den Ausbau digitaler Angebote, die im Jahr 2021 mehr als die Hälfte des – in ihrer Amtszeit allerdings stark reduzierten – Umsatzes erbrachten. Jäkel war Mitglied im Group Management Committee von Bertelsmann und Vorsitzende der Bertelsmann Content Alliance, die die inhaltlichen Geschäfte des Konzerns in Deutschland koordiniert.

## Herkunft
Jäkel wurde 1971 in Mainz in eine Arztfamilie geboren. Nach dem Abitur an der Gutenbergschule in Wiesbaden studierte Jäkel Geschichte, Politikwissenschaften und Volkswirtschaft an der Ruprecht-Karls-Universität Heidelberg und der Harvard University. 1996 schloss sie ihr Studium mit einem Master of Philosophy in International Relations der University of Cambridge ab.

## Karriere
1997 durchlief Jäkel das Bertelsmann Entrepreneur-Programm und wechselte in diesem Rahmen zu Gruner + Jahr. 1999 zählte sie zum Gründungsteam der Financial Times Deutschland und wirkte dort in Leitungspositionen zunächst in der Redaktion, ab 2001 im Verlag. Nach fünf Jahren bei der Financial Times Deutschland wechselte Jäkel 2004 wieder zum Mutterkonzern an den Baumwall und wurde Verlagsleiterin der Brigitte-Gruppe. 2008 übernahm sie die Leitung einer der vier Verlagsgruppen des Unternehmens und war unter anderem verantwortlich für Zeitschriften- und Digital-Marken wie National Geographic Deutschland, Chefkoch.de, Essen & Trinken, Schöner Wohnen und dem Corporate Publishing Geschäft. Im Zuge einer Reorganisation von Gruner + Jahr im Jahr 2012 stieg die Zahl der Medienmarken im Verantwortungsbereich Jäkels auf über 20 an und umfasste ab diesem Zeitpunkt auch Brigitte, Gala, Grazia und 11 Freunde.
2012 wurde Jäkel in den Vorstand berufen und übernahm die Verantwortung für das gesamte deutsche Geschäft, zu dem etwa der Stern, die Geo-Gruppe, Capital und eine Beteiligung am Spiegel-Verlag gehörten. Eine von Jäkels ersten Entscheidungen als Vorstand war die Einstellung der defizitären Financial Times Deutschland, die sie selbst mit gegründet hatte. Ein halbes Jahr nach ihrem Amtsantritt übernahm sie Anfang 2013 den Vorsitz des Vorstands von Gruner + Jahr. In der Folgezeit lancierte sie zahlreiche neue Magazine und baute die Digitalaktivitäten von Gruner + Jahr in Deutschland und Frankreich (mit dem Tochterunternehmen Prisma Media) deutlich aus. Zudem stieß sie kleinere Auslandsgeschäfte ab. Während ihrer Amtszeit halbierte sich der Umsatz des Unternehmens. Nach dem Wechsel der Rechtsform von Gruner + Jahr in eine GmbH Anfang 2015, übernahm Jäkel die Geschäftsführung.
Bertelsmann fasste ab Anfang 2018 seine deutschen Mediengeschäfte in der Bertelsmann Content Alliance zusammen, wobei Julia Jäkel den Vorsitz übernahm. Der Content Alliance gehören die Mediengruppe RTL, die Fernsehproduktionsfirma UFA, die Buchverlagsgruppe Penguin Random House, das Musikunternehmen BMG und die Verlagsgruppe Gruner + Jahr an.
2021 verließ sie Gruner + Jahr und Bertelsmann. Jäkels Nachfolger wurden Stephan Schäfer und Oliver Radtke.
Ab März 2023 leitete sie im Auftrag der Rundfunkkommission der Länder den Rat für die zukünftige Entwicklung des öffentlich-rechtlichen Rundfunks, der im Januar 2024 einen ersten Bericht vorlegte.

## Mandate
Jäkel ist Mitglied im Aufsichtsrat der Münchner Rück, Holtzbrinck Publishing Group, Non-Executive Director (Aufsichtsratsmitglied) von Adevinta und Mitglied im European Advisory Board von Google Cloud. Sie gehört dem Kuratorium des Universitätsklinikums Eppendorf an sowie dem Aufsichtsrat und dem Beirat der Elbphilharmonie Hamburg, sitzt im Kuratorium der DFL Stiftung (Bundesliga-Stiftung) und im Aufsichtsrat der dpa (Deutsche Presse-Agentur). Sie leitete als Vorsitzende den von der Rundfunkkommission der Länder eingesetzten sog. "Zukunftsrat zur Reform des Öffentlich-Rechtlichen Rundfunks". Mit ihrem Mann gründete sie die Ulrich Wickert Stiftung bei Plan International.

## Positionen
Neben ihren operativen Aufgaben profilierte sich Jäkel durch Texte und Interviews als frühe Kritikerin des Einflusses der digitalen Plattformen auf die Gesellschaft.
Jäkel warb für die Bedeutung diverser Teams für den Geschäftserfolg und setzt sich öffentlich für mehr Frauen in Führungspositionen ein. In einem Beitrag für die Die Zeit zu Beginn der Corona-Pandemie initiierte sie eine öffentliche Debatte über die Situation von Frauen in Führung in der Krise.

## Auszeichnungen
2016 wurde Jäkel von Kress als Medienmanagerin des Jahres ausgezeichnet. Horizont verlieh ihr die Auszeichnung Medienfrau des Jahres 2017. Beim Deutschen Mediapreis 2018 wurde sie als Mediapersönlichkeit des Jahres geehrt.

## Privates
2003 heiratete Jäkel den Moderator der Tagesthemen, Ulrich Wickert. Aus der Beziehung gingen im Jahr 2012 Zwillinge hervor.

## Werke (Auswahl)
- Auf der grauen Seite der Macht. In: Frankfurter Allgemeine Zeitung. 4. April 2017, S. 9.
- Rationen für die Apokalypse. In: Frankfurter Allgemeine Zeitung. 24. November 2017, S. 9.
- Kritisch investieren. Menschen 2017. In: Handelsblatt. Dezember 2017, S. 55.
- Zurück in der Männerwelt. In: Die Zeit. 28. April 2020 (zeit.de [abgerufen am 23. Mai 2021]).
- Stoppt Elon Musk. In: Süddeutsche Zeitung. 7. November 2022 (sueddeutsche.de [abgerufen am 21. Februar 2023]).